# Tridecano
El tridecano es cualquier hidrocarburo alcano con la fórmula química C
13H
28, o a una mezcla de ellos. Existen 802 isómeros constitucionales  con esa fórmula. En la nomenclatura de la IUPAC, el nombre se refiere exclusivamente a un isómero, el de cadena recta CH3(CH2)11CH3, también llamado normal o n-tridecano; los demás isómeros se denominan derivados de hidrocarburos más ligeros, como en el 2,2,4,4-tetrametil-3-t-butil-pentano.
Los tridecanos son líquidos incoloros combustibles. En la industria, no tienen un valor específico aparte de ser componentes de varios combustibles y solventes. En el laboratorio de investigación, el n-tridecano también se utiliza a veces como chaser de destilación. 

## Ocurrencia natural
Las ninfas del chinche verde del sur producen n-tridecano como dispersión/agregación feromonas que posiblemente sirve también como defensa contra depredadores.  También es el componente principal del fluido defensivo producido por el insecto apestoso Cosmopepla bimaculata.